# Latvijas Televīzija
Latvijas Televīzija (kurz: LTV, deutsch: Lettisches Fernsehen) ist eine in Staatsbesitz befindliche öffentlich-rechtliche Fernsehgesellschaft in Lettland. Sie betreibt die drei Fernsehprogramme LTV1, LTV7 und VisiemLTV.

## Finanzierung
Die Gesellschaft wird zu etwa 60 % durch staatliche Beiträge finanziert und erwirtschaftet den Rest durch Werbeeinnahmen. Die Einführung einer Rundfunkgebühr wird in Lettland seit langem diskutiert, ist bisher aber immer wieder von den Regierungen verworfen worden. Medienanalysten sehen den Grund dafür in einem möglichen Verlust an Einfluss und Kontrolle für die jeweilige Regierung.
Im September 2020 beschloss die lettische Regierung den Ausstieg der öffentlichen Medien des Landes aus dem Werbemarkt ab dem 1. Januar 2021. Für 2021 stellt die Regierung eine zusätzliche Finanzierung von 8,3 Millionen Euro für Latvijas Televīzija und Latvijas Radio (LR) bereit. Dadurch sollen Originalinhalte bei LTV und LR gestärkt werden und eine stärkere Unabhängigkeit vom Werbemarkt gewährleistet werden.

## Geschichte
LTV nahm am 6. November 1954 seinen Betrieb auf, 1974 begann die Ausstrahlung von Farbfernsehen, zunächst in SÉCAM, ab 1998 in PAL.
Am 19. März 1958 wurde erstmals die Nachrichtensendung „Panorāma“ ausgestrahlt, die auch heute noch die Hauptnachrichtensendung von LTV ist.
1993 trat die Gesellschaft der Europäischen Rundfunkunion bei. Demzufolge nahm Lettland 2000 zum ersten Mal am Eurovision Song Contest teil, den das Land 2002 gewann. Somit wurde der Wettbewerb im Folgejahr von LTV in Riga veranstaltet.
Im Jahr der Ausrichtung des Eurovision Song Contests 2003 wurden die zwei Fernsehsender von Latvijas Televīzija LTV1 und LTV2 grundlegend überarbeitet und modernisiert. Dabei wurde LTV2 in LTV7 umbenannt und richtet sich fortan an eine jüngere Zielgruppe.
2006 war LTV Gastgeber der Eishockey-Weltmeisterschaft.
Im Jahr 2010 wurde die analoge Ausstrahlung von Latvijas Televīzija beendet. Die Abschaltung erfolgte dabei staffelweise: Zuerst wurde LTV7 am 1. März abgeschaltet, gefolgt von LTV1 am 1. April außerhalb der Hauptstadt Riga. Am 1. Juni wurde die analoge Ausstrahlung von LTV1 landesweit beendet. Seitdem sind die beiden Programme nur noch digital empfangbar.
Im Zuge der Olympischen Sommerspiele 2012 stellte LTV7 am 26. Juli 2012 vom 4:3-Bildformat auf 16:9-Breitbild um. Seit dem 15. Januar 2013 sendet auch LTV1 in diesem Format.
Am 23. Dezember 2012 gab es zum ersten Mal eine Live-Übertragung in HD-Bildqualität aus der Lettischen Nationaloper.
Seit dem 1. Juni 2013 senden LTV1 und LTV7 ein 24-Stunden-Programm. Diese Entscheidung wurde getroffen, um ein dynamischeres Programm für alle Bevölkerungsgruppen zu bieten. Nachts werden vor allem Wiederholungen der beliebtesten Sendungen von LTV gezeigt.
Seit September 2014 produziert Latvijas Televīzija ein Angebot für die russischsprachige Minderheit in Lettland, „Русское вещание LTV7“ („Russische Sendungen auf LTV7“). Dieses Programmfenster auf LTV7 enthält eine Reihe an Sendungen auf Russisch, die täglich ab 17 Uhr für ca. 3 Stunden ausgestrahlt werden.
Im November 2015 wurde der Streamingdienst LSM Replay eingeführt. Hier können alle Programme von LTV und der anderen öffentlich-rechtlichen Anstalt, Latvijas Radio, abgerufen werden. Die Programme sind praktisch weltweit abrufbar, sofern sie von LTV oder LR produziert wurden. Außerdem können über LSM Replay alle öffentlich-rechtlichen Sender von LTV und LR live gestreamt werden.
Seit März 2016 gibt es einen dritten TV-Kanal von LTV, VisiemLTV. Die Zielgruppe von VisiemLTV sind vor allem Letten, die im Ausland leben. Da diese LTV1 und LTV7 aus rechtlichen Gründen nicht außerhalb Lettlands abrufen können, wurde VisiemLTV ins Leben gerufen. Der Sender zeigt 24 Stunden am Tag eigenproduzierte Nachrichten, Serien, Dokumentationen und Filme. VisiemLTV ist über den Streamingdienst LSM Replay zu empfangen.
Im Mai 2020 entschied der Nationale Rat für elektronische Medien in Lettland (NEPLP), dass Latvijas Televīzija ab 2021 keine Inhalte mehr für die russischsprachige Minderheit in Lettland senden darf. Dies betrifft das Programmangebot „Русское вещание LTV7“ („Russische Sendungen auf LTV7“). Stattdessen sollen diese Inhalte ab 2021 auf einer Multimedia-Plattform auf lsm.lv verfügbar sein. Lsm.lv ist ein gemeinsames Nachrichtenportal von LTV und Latvijas Radio. Die Entscheidung russischsprachige Inhalte von LTV7 zu entfernen wurde seitens LTV und politischer Parteien stark kritisiert. LTV7 sei der einzige Sender im Land, der lokale Nachrichten in russischer Sprache anbietet. Durch eine Einstellung des russischsprachigen Programmfensters werde die Verfügbarkeit von Nachrichten für die Minderheit eingeschränkt.
Ebenfalls wurde im Jahr 2020 der Ausstieg aus dem Werbemarkt von Latvijas Televīzija und Latvijas Radio beschlossen. Demnach werden die Programme von LTV1 und LTV7 ab dem 1. Januar 2021 ohne Werbeunterbrechungen schaubar sein. Durch die gestrichenen Werbeblöcke und Dauerwerbesendungen sollen pro Jahr etwa 400 zusätzliche Stunden an Originalinhalten produziert und gesendet werden.
Am 19. Mai 2021 hat Latvijas Televīzija den Sendebetrieb auf HD-Auflösung umgestellt. Die Fernsehsender LTV1 und LTV7 werden seitdem Kunden der größten lettischen Kabelnetzbetreiber in HD angeboten. Zusätzlich sind LTV-Inhalte im Streamingdienst LSM Replay in HD-Auflösung verfügbar. Die Umstellung der vorhandenen Sendungen auf HD erfolgte dabei schrittweise. Während viele Programme anfangs auf HD hochskaliert wurden, werden diese seit Inbetriebnahme des neuen Nachrichtenstudios am 30. August 2021 ebenfalls in HD-Qualität angeboten.
Das russischsprachige Programmfenster „Русское вещание LTV7“ („Russische Sendungen auf LTV7“) wurde am 17. September 2021 in RUS.LSM.lv umbenannt und wird seitdem gemeinsam von LTV als auch Latvijas Radio 4, dem russischsprachigen Sender von Latvijas Radio, betrieben. Hintergrund der Umbenennung ist die Loslösung vom Fernsehkanal LTV7 und der Wandlung zu einem multimedialen Nachrichtenportal für die russischsprachige Minderheit in Lettland.
Am 18. November 2021, dem Nationalfeiertag Lettlands, erfolgte ein Rebranding des Fernsehsenders LTV7. Das seit Sendebeginn rote Logo wurde dem LSM-Logo angepasst und ist fortan hellblau mit einer 7 in einem Quadrat, ein Jahr später erlebte es auch LTV1.

## Fernsehsender
LTV betreibt drei Fernsehkanäle, LTV1 in lettischer Sprache, das eher jugendorientierte LTV7 auf Lettisch (und bis 2021 auch Russisch) und VisiemLTV für im Ausland lebende Letten. LTV1 und LTV7 sind über Satellit im Pay-TV-Paket des skandinavischen Anbieters Viasat auf der Satellitenposition 5° Ost (Sirius 4) erhältlich, die auch in Mitteleuropa empfangbar ist. VisiemLTV ist exklusiv über den eigenen Streamingdienst der öffentlich-rechtlichen Anstalten in Lettland, LSM Replay, zu sehen.
- LTV1: LTV1 sieht sich als Hauptprogramm und sendet neben verschiedenen Nachrichtenformaten und Spielfilmen, Unterhaltungssendungen wie den jährlichen Eurovision Song Contest.
- LTV7: LTV7 ist das zweite Programm, das sich vor allem auf die Übertragung von wichtigen Sportveranstaltungen, wie den Olympischen Spielen oder der Fußballweltmeisterschaften spezialisiert hat. Das seit 2014 produzierte russischsprachige Programm wird nach und nach auf das öffentlich-rechtliche Nachrichtenportal lsm.lv ausgelagert. LTV7 fokussiert sich hingegen wieder mehr auf Lifestyle, Dokumentationen und Sport.[2]
- VisiemLTV: Sender für im Ausland lebende Letten. Es werden eigenproduzierte Nachrichten, Serien, Dokumentationen und Filme gezeigt.

### Senderlogos

#### LTV

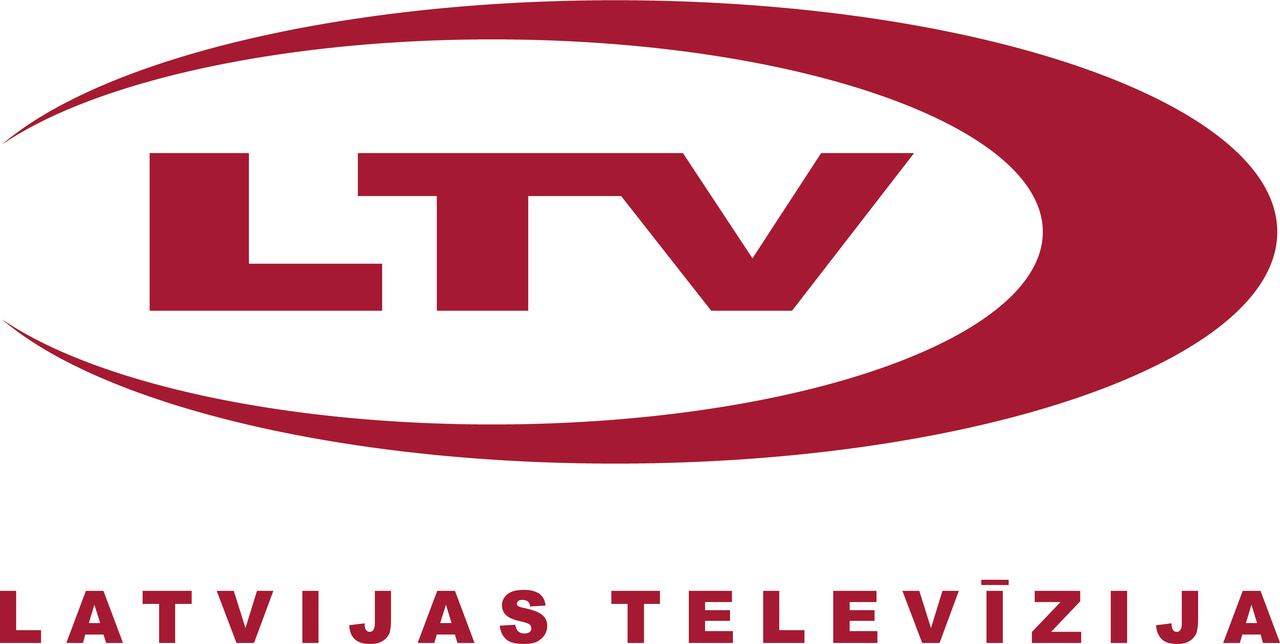
2006 bis 2022

#### LTV1

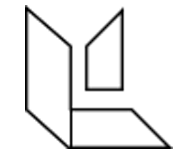
von 1991 bis 1997
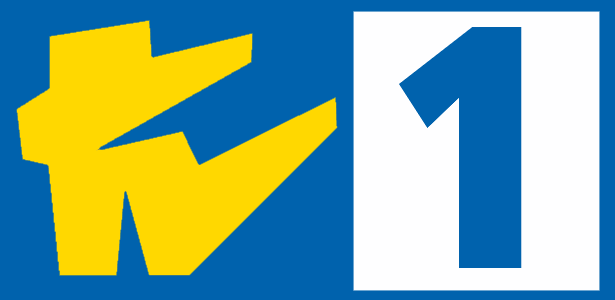
von 1997 bis 2000
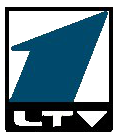
von 2000 bis 2002
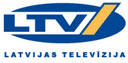
von 2003 bis 2006
von 2006 bis 2013
von 2013 bis 2017
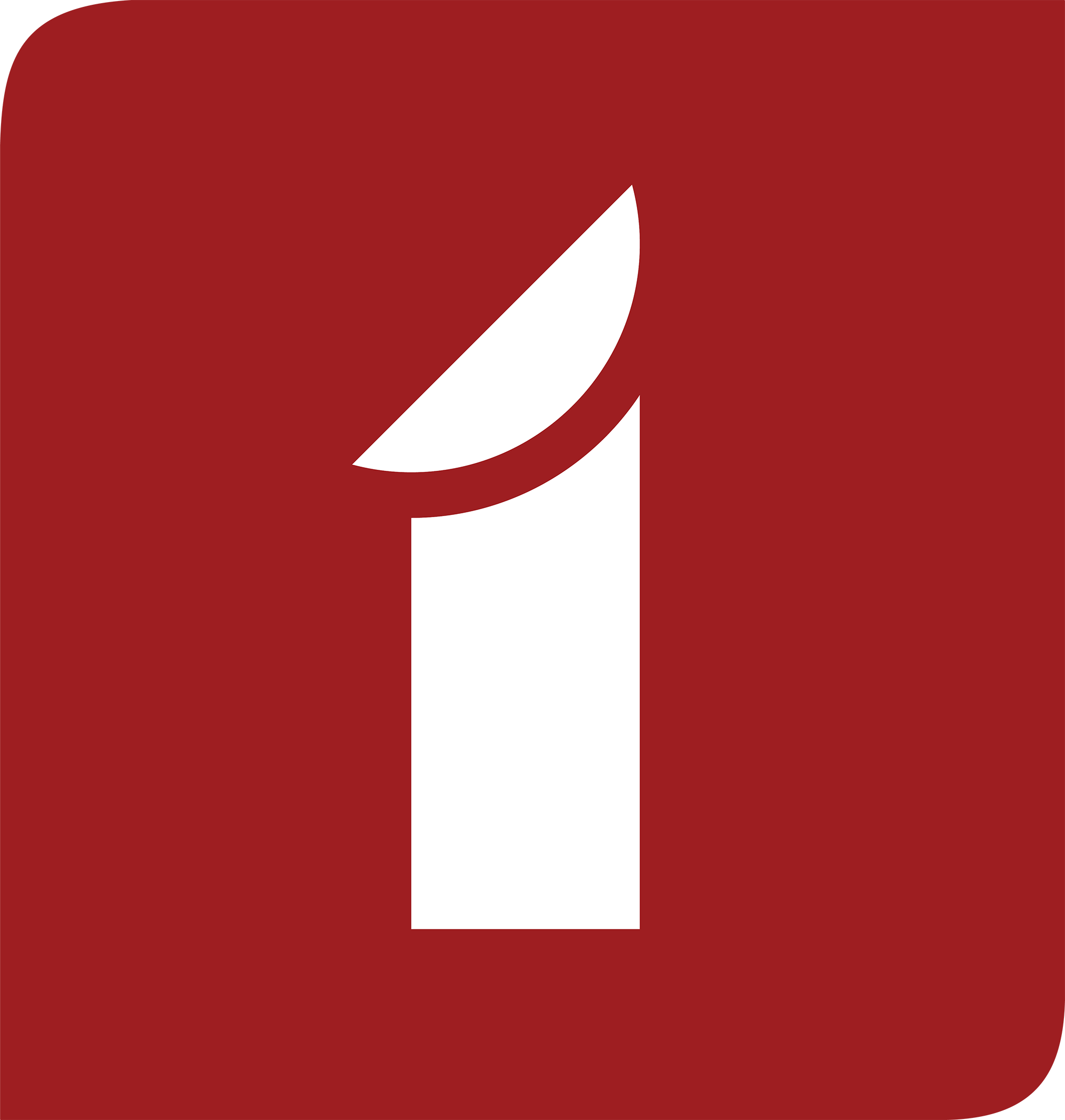
von 2017 bis 2022
seit 2022

#### LTV7 (ehemals LTV2)

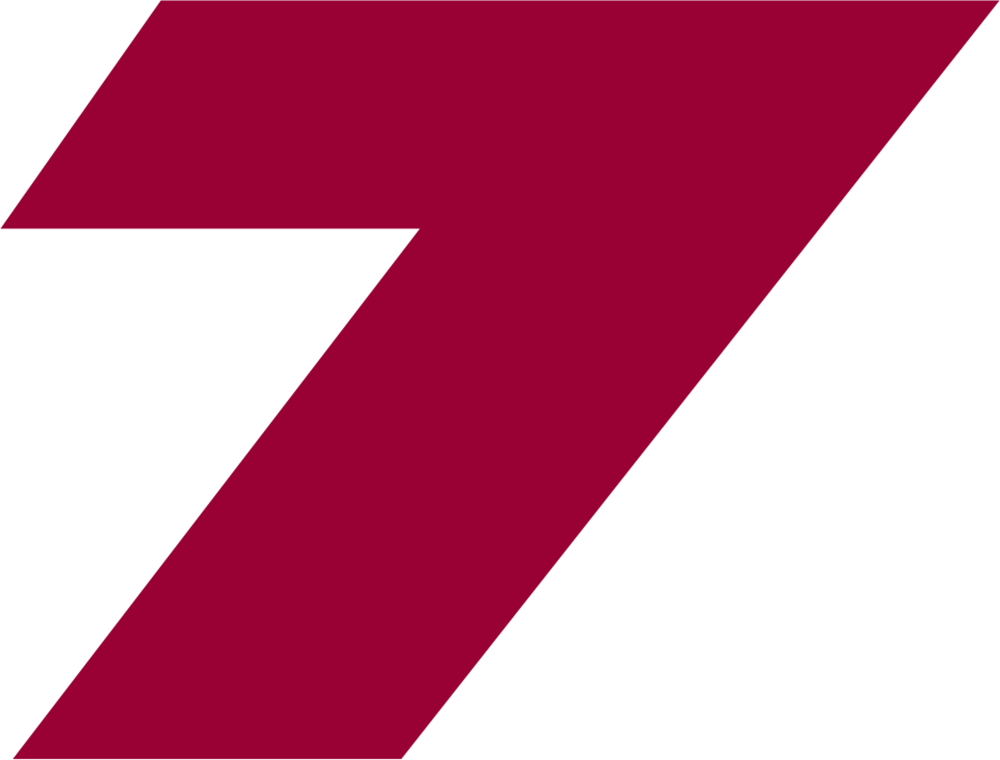
LTV7 Logo von 2006 bis 2013
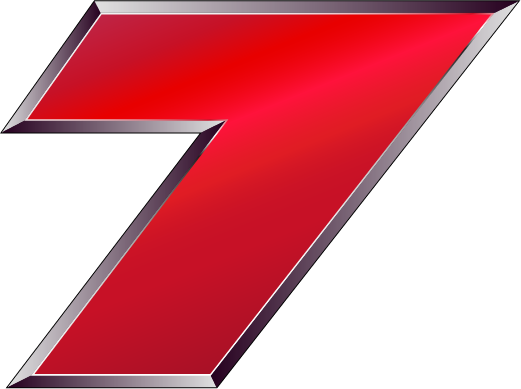
LTV7 Logo von 2013 bis 2021
LTV7 Logo seit 2021

#### VisiemLTV

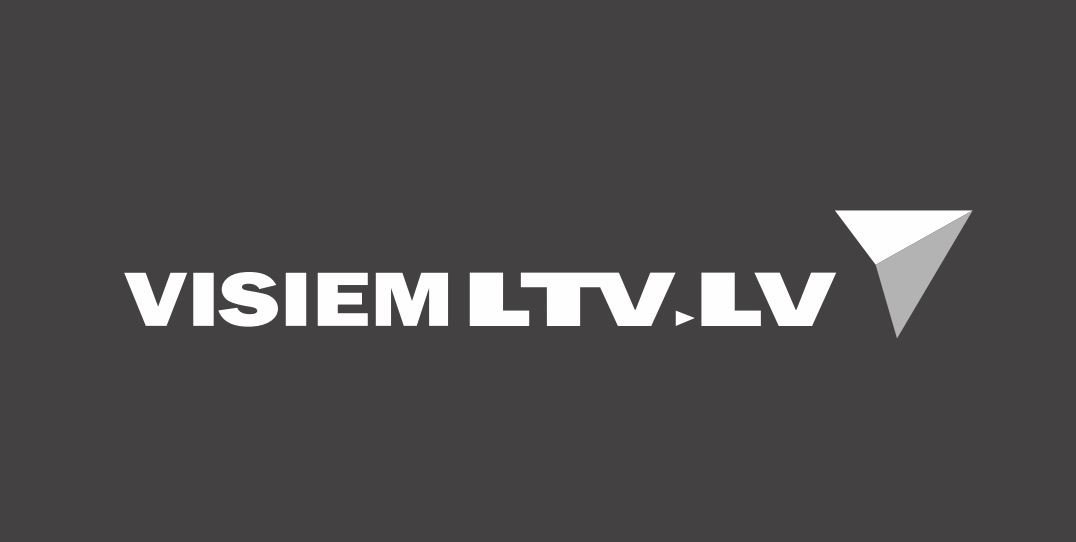
seit 2016